# Helmut Neuhaus
Helmut Neuhaus (* 29. August 1944 in Iserlohn) ist ein deutscher Historiker, der die Frühe Neuzeit erforscht. Von 1989 bis 2009 hatte er den Lehrstuhl für Neuere Geschichte I an der Friedrich-Alexander-Universität Erlangen-Nürnberg inne.

## Leben und Wirken
Helmut Neuhaus studierte Geschichte, Germanistik und Philosophie sowie Rechts- und Staatswissenschaften an den Universitäten Tübingen und Marburg. 1971 legte er sein erstes Staatsexamen für das Lehramt an Gymnasien ab. Im Jahre 1975 wurde er in Marburg bei Gerhard Oestreich promoviert in den Fächern Mittelalterliche und Neuere Geschichte, Alte Geschichte und Neuere Deutsche Literaturwissenschaft mit der Arbeit Reichstag und Supplikationsausschuß. Ein Beitrag zur Reichsverfassungsgeschichte der ersten Hälfte des 16. Jahrhunderts.
Elf Jahre später habilitierte sich Neuhaus in Neuerer und Neuester Geschichte. Es folgte seine Ernennung zum Privatdozenten. Von 1973 bis 1988 war er währenddessen als Wissenschaftlicher Angestellter und Wissenschaftlicher Assistent an den Universitäten Marburg und Köln tätig. Zwischen 1974 und 1992 führten ihn zahlreiche Lehraufträge unter anderem nach Millersville (USA), sowie nach Kassel und nach Jena. Von 1987 bis 1988 vertrat er die Professur für Geschichte der Frühen Neuzeit an der Katholischen Universität Eichstätt. Im Jahre 1989 erfolgte der Ruf auf den Lehrstuhl I für Neuere Geschichte der Friedrich-Alexander-Universität Erlangen-Nürnberg, welchen er bis zu seiner Emeritierung 2009 innehatte. Berufungen an die Universitäten Bonn (1989) und Leipzig (1996) schlug er aus. Am Ende des Sommersemesters 2009 hielt er seine Abschiedsvorlesung zum Thema Die Goldene Bulle von 1356 in der Frühen Neuzeit.
Seit 1987 ist Helmut Neuhaus Mitglied der Vereinigung für Verfassungsgeschichte, deren Vorsitzender er von 2006 bis 2010 war. Er ist Mitglied der Vereinigung zur Erforschung der Neueren Geschichte (1992). Seit 1998 ist er ferner ordentliches Mitglied der Historischen Kommission bei der Bayerischen Akademie der Wissenschaften, als deren Sekretär er von 2006 bis 2018 fungierte. Von 2005 bis 2007 war er Vorsitzender der Arbeitsgemeinschaft „Frühe Neuzeit“ im Verband der Historiker und Historikerinnen Deutschlands. Er war langjähriger Herausgeber des Archivs für Kulturgeschichte.
Neuhaus’ Arbeitsgebiet umfasst verschiedenste Themen der frühneuzeitlichen deutschen Geschichte mit besonderem Schwerpunkt auf der Verfassungsgeschichte des Heiligen Römischen Reiches deutscher Nation, zu deren Erforschung er wichtige Beiträge geleistet hat. Mit Klaus Herbers veröffentlichte er eine Darstellung über das Heilige Römische Reich. Das Anliegen der Verfasser laut Vorwort war es, die „fast tausendjährige Geschichte dieses Heiligen Römischen Reiches unter maßgeblicher Einbeziehung der Schauplätze im Überblick zu erzählen und dabei immer wieder den lokalen Aspekt zu betonen“. Er legte 2013 zudem eine Edition des Gedenkbuchs von Karl Hegel vor.
Ihm wurde 2020 das Bundesverdienstkreuz am Bande verliehen. Damit wurden seine Verdienste um den Wissenschaftsstandort Deutschland gewürdigt.

## Schriften (Auswahl)
Monographien
- Reichstag und Supplikationsausschuß. Ein Beitrag zur Reichsverfassungsgeschichte der ersten Hälfte des 16. Jahrhunderts (= Schriften zur Verfassungsgeschichte. Band 24). Berlin 1977.
- Die Konstitutionen des Corps Teutonia zu Marburg. Untersuchungen zur Verfassungsentwicklung eines Kösener Corps in seiner 150-jährigen Geschichte. Marburg an der Lahn 1979.
- Religiöse Bewegungen und soziale Umbrüche an der Wende vom Mittelalter zur Neuzeit (= Kurs: Geschichte/Politik. Unterrichtsmaterialien für die Sekundarstufe II. Hrsg. von Reiner Pommerin). Düsseldorf 1980.
- Reichsständische Repräsentationsformen im 16. Jahrhundert. Reichstag, Reichskreistag, Reichsdeputationstag (= Schriften zur Verfassungsgeschichte. Band 33). Berlin 1982.
- Das Reich in der Frühen Neuzeit (= Enzyklopädie deutscher Geschichte. Band 42). München 1997, 2. Aufl. 2003.
- Zeitalter des Absolutismus. 1648–1789 (= Deutsche Geschichte in Quellen und Darstellung. Band 5). Stuttgart 1997.
- mit Klaus Herbers: Das Heilige Römische Reich. Schauplätze einer tausendjährigen Geschichte (843–1806). Köln u. a. 2005, 2. Aufl. 2006.
- 150 Jahre Historische Kommission bei der Bayerischen Akademie der Wissenschaften. Eine Chronik. München 2008.

Herausgeberschaften
- Geschichtswissenschaft in Erlangen (= Erlanger Studien zur Geschichte. Band 6). Erlangen 2000.

Quellenedition
- Karl Hegels Gedenkbuch. Lebenschronik eines Gelehrten des 19. Jahrhunderts. Böhlau, Köln u. a. 2013, ISBN 978-3-412-21044-1.